# Gregory Tyrone Taylor
Gregory Tyrone Taylor (sinh ngày 14 tháng 12 năm 1987) là 1 vận động viên cricket người Bahamas. Taylor là 1 left-handed batsman và là 1 left-arm bowler. Taylor cũng chơi ở vị trí wicketkeeper và hiện là đội trưởng của đội tuyển quốc gia Bahamas.

## Tiểu sử
Taylor thi đấu trận đầu tiên cho Bahamas ở giải 2004 Americas Affiliates Championship đối đầu với Turks and Caicos Islands.	
Taylor chơi trận Twenty20 đầu tiên cho Bahamas ở vòng 1 giải 2008 Stanford 20/20 với đội Jamaica, anh ghi được 10 runs và bị stumped bởi Xavier Marshall khi Narendra Ekanayake ném banh.
Taylor đại diện cho Bahamas ở giải 2008 ICC World Cricket League Division Five và 2010 ICC Americas Championship Division 2. Anh là đội trưởng khi tham dự giải 2010 ICC World Cricket League Division Eight và là cầu thủ xuất sắc nhất trận với Gibraltar. Taylor tham dự giải 2010 ICC Americas Championship Division 1.

## Liên kết khác
- Gregory Taylor at Cricinfo
- Gregory Taylor at CricketArchive